# José Luis Torrijo
José Luis Torrijo   (Sant Sebastià, 9 de febrer de 1967) és un actor espanyol.

## Trajectòria
Va iniciar la seva marxa en els anys 1990, en un capítol de la sèrie Canguros. Encara que ha compatibilitzat la televisió amb el cinema i també amb el teatre, destaca d'aquesta primera època la seva participació en Matías, juez de línea (1996) i Atilano, presidente (1998).
Ha treballat a les ordres d'alguns dels directors de cinema espanyols més importants, com és el cas de Juanma Bajo Ulloa, Manuel Gutiérrez Aragón, Achero Mañas o Fernando Colomo, i sempre en petits papers, però va destacar amb la seva interpretació d'un home separat en La soledat, dirigida per Jaime Rosales i escrita conjuntament amb el dramaturg i guionista Enric Rufas, que va triomfar als XXII Premis Goya, bestiar tres premis Goya, incloent un per a Torrijo com a actor revelació. També ha treballat amb Pedro Almodovar en pel·lícules com Todo sobre mi madre o Los amantes pasajeros.
També ha format part del repartiment de diverses obres teatrals i de sèries de televisió.

## Filmografia

### Llargmetratges
| Any  | Títol                                        | Director                            |
| ---- | -------------------------------------------- | ----------------------------------- |
| 2013 | Los amantes pasajeros                        | Pedro Almodóvar                     |
| 2011 | Lo mejor de Eva                              | Mariano Barroso                     |
| 2010 | La herencia Valdemar II: La sombra prohibida | José Luis Alemán                    |
| 2010 | La herencia Valdemar                         | José Luis Alemán                    |
| 2008 | Rivales                                      | Fernando Colomo                     |
| 2008 | Los años desnudos                            | Dunia Ayaso Félix Sabroso           |
| 2007 | Ángeles S.A.                                 | Eduard Bosch                        |
| 2007 | La soledat                                   | Jaime Rosales                       |
| 2007 | Uno de los dos no puede estar equivocado     | Pablo Llorca                        |
| 2007 | Miguel y William                             | Inés París                          |
| 2006 | El laberinto del fauno                       | Guillermo del Toro                  |
| 2004 | Di que sí                                    | Juan Calvo                          |
| 2003 | Noviembre                                    | Achero Mañas                        |
| 2002 | El caballero Don Quijote                     | Manuel Gutiérrez Aragón             |
| 2001 | El espinazo del diablo                       | Guillermo del Toro                  |
| 2001 | La espalda de Dios                           | Pablo Llorca                        |
| 1999 | Todo sobre mi madre                          | Pedro Almodóvar                     |
| 1998 | Atilano, presidente                          | Luis Guridi Santiago Aguilar Alvear |
| 1998 | Insomnio                                     | Chus Gutiérrez                      |
| 1998 | Atómica                                      | Alfonso Albacete David Menkes       |
| 1997 | Airbag                                       | Juanma Bajo Ulloa                   |
| 1996 | Matías, juez de línea                        | Luis Guridi Santiago Aguilar Alvear |

### Curtmetratges
| Any  | Títol                            | Director                                   |
| ---- | -------------------------------- | ------------------------------------------ |
| 2010 | El orden de las cosas            | César Esteban Alenda i José Esteban Alenda |
| 2010 | Gran Vía am/pm                   | Juana Macías                               |
| 2005 | Hiyab                            | Xabi Sala                                  |
| 2005 | El amor a las cuatro de la tarde | Sebastián Alfie                            |
| 2005 | Otra vida                        | Juana Macías                               |

### Televisió
| Any       | Títol                            | Episodis |
| --------- | -------------------------------- | --- |
| 2017-2018 | Amar es para siempre             | Julián Azevedo, principal 6a temporada (256 episodis)                                                                 |
| 2016      | Seis hermanas                    | Episodic |
| 2016      | El Ministerio del Tiempo         | 1 episodi: Un virus de otro tiempo                                                                                    |
| 2011      | Los misterios de Laura           | 1 episodi: El misterio de los ocho hombres sin piedad                                                                 |
| 2010      | Acusados                         | 12 episodis |
| 2010      | El pacto                         | 2 episodis |
| 2000-2009 | El comisario (Fix només en 2009) | 15 episodis |
| 2008      | La Señora                        | 1 episodi: A escondidas                                                                                               |
| 2007      | Hermanos y detectives            | 1 episodi: El grupo de los cuatro                                                                                     |
| 2007      | El síndrome de Ulises            | 1 episodi: Oportunidad de huir                                                                                        |
| 2007      | Génesis, en la mente del asesino | 1 episodi: Secuestro                                                                                                  |
| 2007      | MIR                              | 1 episodi: La novia de Edu                                                                                            |
| 2004-2006 | Hospital Central                 | 2 episodis: Camino de soledad (2006), A Prueba (2004)                                                                 |
| 2006      | Mujeres                          | 1 episodi: Nido de amor                                                                                               |
| 2006      | Estudio 1                        | 1 episodi: El jardín de los cerezos                                                                                   |
| 2005      | Ana y los siete                  | 1 episodi: Vienen a por María                                                                                         |
| 2005      | Lobos                            | 1 episodi: Cuestión de confianza                                                                                      |
| 2005-2004 | Cuéntame cómo pasó               | 3 episodis: Paz y croquetas (2005), Las buenas costumbres (2005), Doce uvas, varios besos, mucha gripe y un... (2004) |
| 2004      | Los 80                           | 2 episodis: Música por derecho, ¿Todo el mundo al suelo?                                                              |
| 2004      | Un paso adelante                 | 1 episodis: Gente de fiar                                                                                             |
| 2002      | Géminis, venganza de amor        | 23 episodis |
| 1999      | Al salir de clase                | 3 episodis: La votación, Acusado y sin coartada, Presuntos culpables                                                  |
| 1998      | Manos a la obra                  | 1 episodis: Curros pá aburrir                                                                                         |
| 1997      | Éste es mi barrio                | 1 episodis: La huésped del sevillano                                                                                  |
| 1994      | Farmacia de guardia              | 1 episodis: Felices Pascuas, licenciada Cano                                                                          |
| 1994      | Canguros                         | 1 episodis: Una chica natural                                                                                         |

## Teatre
- Esto no es La Casa de Bernarda Alba, dirigida per Carlota Ferrer (2019)
- El inspector, dirigida per Miguel del Arco (2012)
- La avería, dirigida per Blanca Portillo (2011-2012)
- La asamblea de mujeres, dirigida per Laila Ripoll (2011)
- El otro lado, dirigida per Eusebio Lázaro (2009)
- El sueño de una noche de verano, dirigida per Tamzin Townsend (2007)
- Viaje del Parnaso, dirigida per Eduardo Vasco (2005-2007)

## Premis
Premis Goya
| Any  | Categoria              | Pel·lícula | Resultat  |
| ---- | ---------------------- | ---------- | --------- |
| 2007 | Millor actor revelació | La soledat | Guanyador |